# أوسكار فون كيرشنر
أوسكار فون كيرشنر (بالألمانية: Oskar von Kirchner) (و. 1851 – 1925 م) هو عالم نبات، وأستاذ جامعي من ألمانيا . ولد في فروتسواف.
توفي في البندقية ، عن عمر يناهز 74 عاماً.